# Jimmy Roselli
Jimmy Roselli (Hoboken, 26 de dezembro de 1925 - Venice Beach, 30 de junho de 2011) foi um cantor ítalo-americano.
Começou a carreira em 1934, e suas músicas de maiores sucessos foram "There Must Be Another Way" (1964), "When Your Old Wedding Ring Was New" e "Mala Femmena" (1973).